# Kostel Stětí svatého Jana Křtitele (Dolní Chabry)
Kostel Stětí svatého Jana Křtitele v Dolních Chabrech je románský filiální kostelík stojící na malém návrší Bíleneckého náměstí v Praze-Dolních Chabrech. Jedná se o románský pravoúhlý kostel s apsidou a románskými malbami. Pod kostelem jsou zachovány základy tří starších svatyní, z nichž rotunda měla podlahu pokrytou reliéfně zdobenými dlaždicemi.

## Předcházející stavby

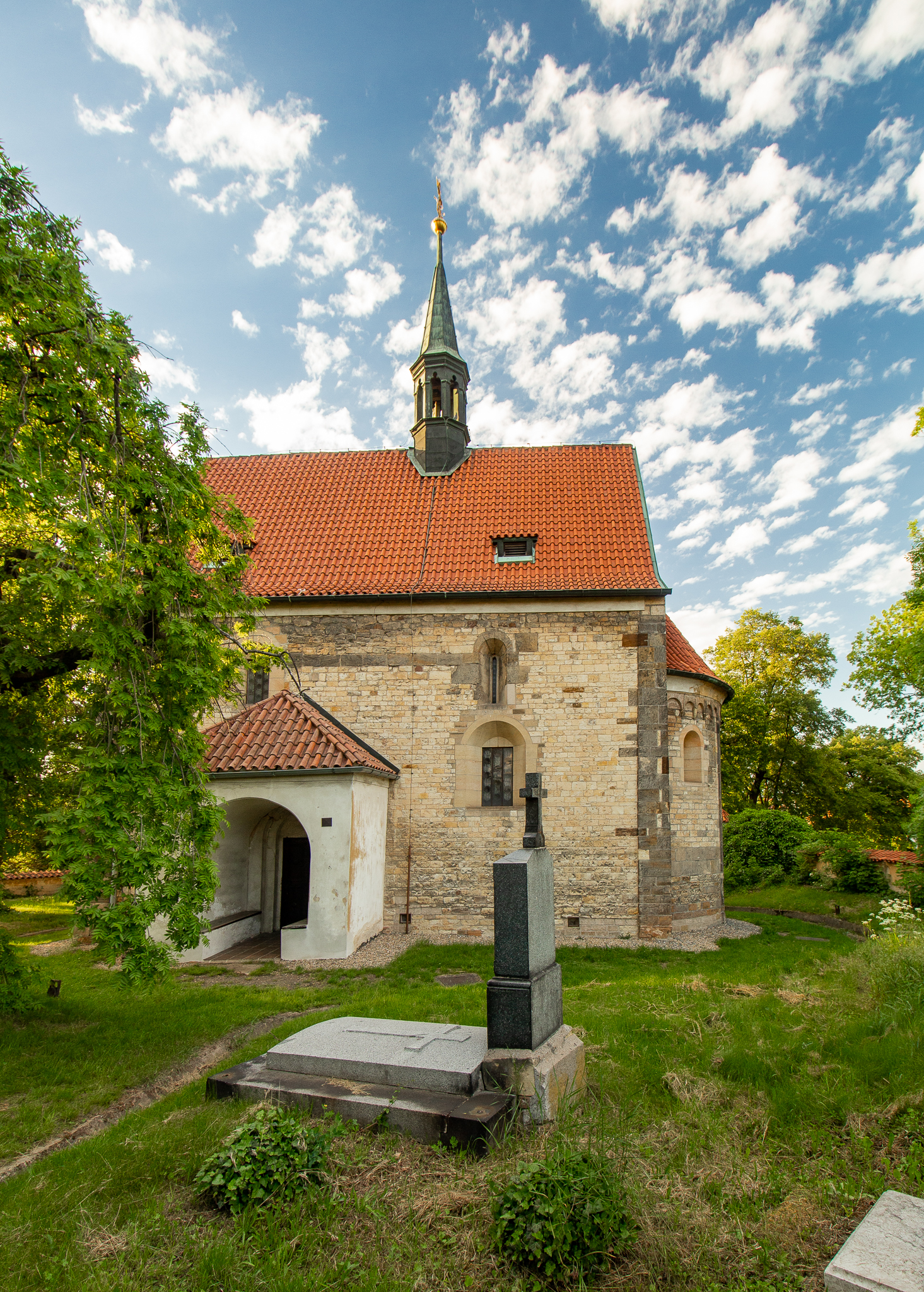

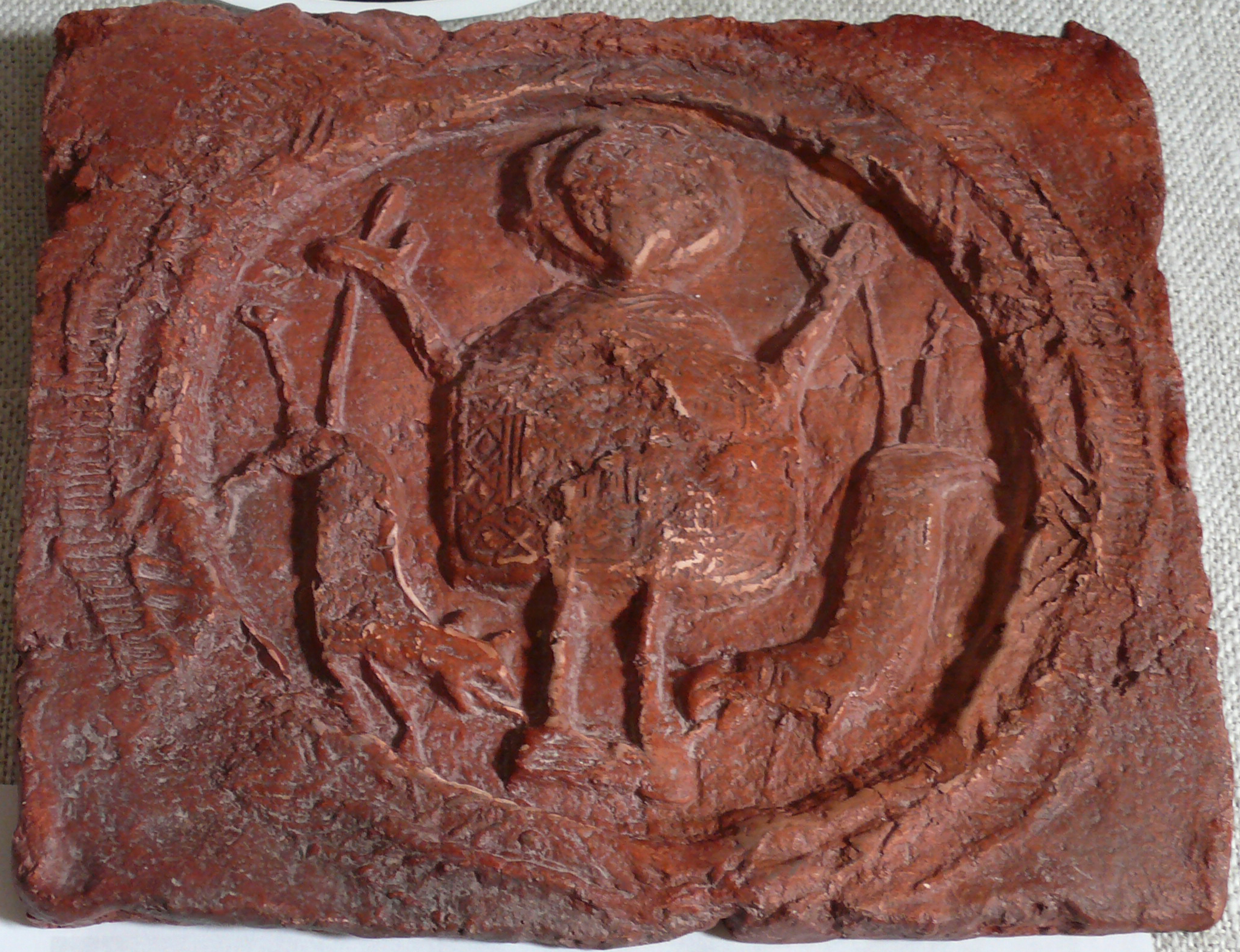
Dlaždice s prorokem Danielem v jámě lvové

Archeologickým výzkumem v letech 1973-1974 bylo zjištěno, že se jedná již o čtvrtou sakrální stavbu na tomto místě.
Z nejstaršího kostela byly odkryty drobné zídky z opukových kamenů na nich se dochovaly zbytky spáleného dřeva, snad dřevěné hrobní kaple. Jeho výstavba je odhadována na počátek 11. století. Této dataci odpovídají i nejstarší hroby v blízkosti kostela.
Druhou stavbou byl podélný kostelík s půlkruhovitou apsidou na východ, stavěn z lomového kamene technikou klasového zdiva (opus spicatum).
Třetí stavbou byla rotunda s apsidou na východ z doby před polovinou 12. století o průměru 12,60 m. To znamená, že se jedná o druhou největší známou románskou rotundu na území Čech (po rotundě svatého Víta na Pražském hradě). Podlaha rotundy byla vyskládána románskými reliéfními dlaždicemi, na kterých bylo asi 20 různých typů - geometrických, rostlinných, zvířecích i postav. Typická chaberská dlaždice je námět proroka Daniela "v jámě lvové" a stromy života s ptáky. Na další z dlaždic je zobrazeno poprsí vladaře s nápisem „REX N.“,[zdroj⁠?!] údajně se jedná o krále Nabúkadnesara II. z Danielova příběhu.

## Současný kostel

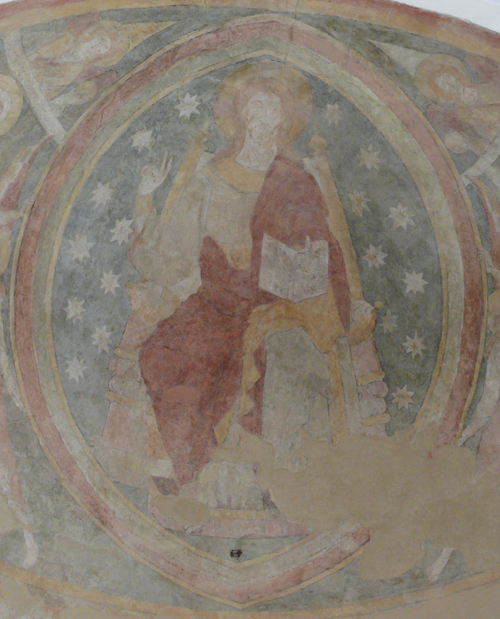
Kristus v mandorle v apsidě kostela

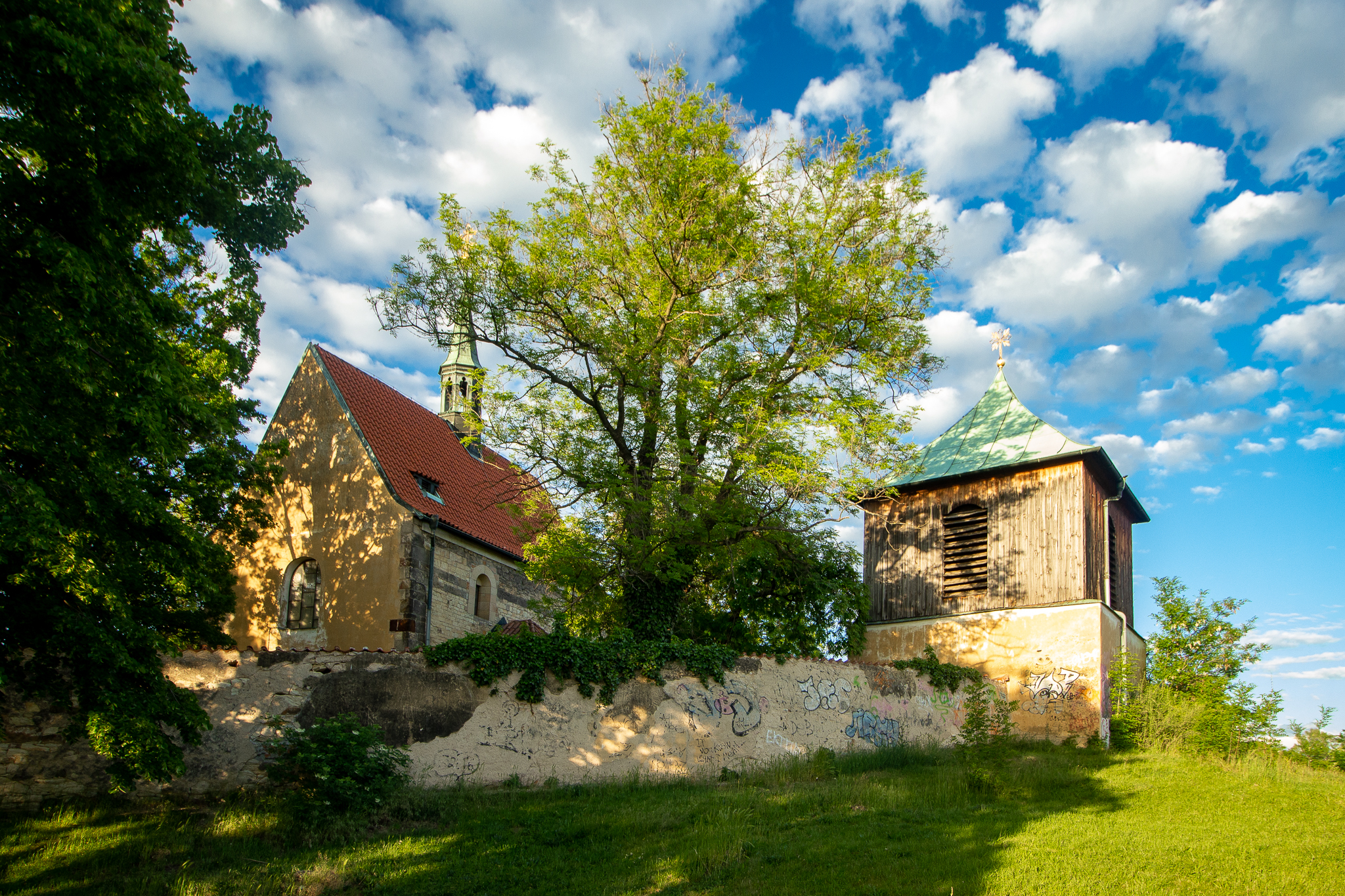
Kostel Stětí svatého Jana Křitele se samostatně stojící polodřevěnou zvonicí.

Čtvrtou stavbou je současná románská podoba kostela ze 3. čtvrtiny 12. století vystavěný kvádříkovou technikou. Hlavní část kostela má pravoúhlý půdorys o rozměrech přibližně 8×13 metrů s osou orientovanou od východu na západ. Východní strana je zakončena půlkruhovou apsidou. Na severní straně poblíž apsidy přiléhá malá čtvercová sakristie o rozměrech asi 5×5 metrů. Ze sedlové střechy vyčnívá uprostřed štíhlá věžička; apsida je zastřešena odděleně. Hlavní vchod do kostela je malým portálem z jižní strany.
V apsidě kostela byly v roce 1905 objeveny vzácné románské malby, z let 1230-40 Kristus v mandorle a průvod apoštolů. Z roku 1250-60 se dochoval nejstarší nástěnný mariánský cyklus v Čechách. Nad vstupem do kostela se nachází renesanční malba mísy s uťatou hlavou svatého Jana Křtitele.
V roce 1352 při kostele vznikla plebánie.
Kostel byl poškozen během husitských válek, kdy mimo jiné shořela střecha. Po válkách byl kostel pozdně goticky opraven a střecha zvýšena. Na půdě kostela se ukrývá kamenická značka s letopočtem A.D.1439.
Kostel byl opravován také po třicetileté válce, v jejímž průběhu farnost v Dolních Chabrech zanikla a kostel je od té doby je filiálním k farnosti u kostela svatého Václava na Proseku. V těsné blízkosti kostela se nachází dřevěná zvonice s původními zvony, které byly ulity Karlem Bellmannem a Annou Bellmannovou ve zvonařské huti v Jungmannově ulici v Praze. Zvonici můžeme datovat podle nejstaršího zvonu od Josepha Schöenfeldta z roku 1695.
V barokní době byla zbudována nová kruchta a po roce 1729 byl proti dveřím namalován iluzivní oltář Panny Marie.
V roce 1905 byl zrušen zdejší hřbitov, pohřbívat se začalo na nově zřízeném hřbitově v ulici Pod Zámečkem.

## Stav na začátku 21. století
Současný stav kostela vyžaduje náročnou rekonstrukci: je narušena statika zdiva, krovy napadené škůdci byly již koncem roku 2010 opraveny.
Základy starších staveb jsou z opukových kamenů spojovaných hliněnou nezpevněnou maltou. Po jejich odkrytí při archeologickém výzkumu docházelo z důvodu kolísání teploty a zemní vlhkosti k jejich degradaci a hrozila celková destrukce základů. Proto bylo v září a říjnu 2014 podzemí kostela pod odborným vedením památkářů zpětně zasypáno drceným štěrkem a viditelná zůstala pouze románská patka sloupu empory.. O získání finančních prostředků na další opravy se snaží Občanské sdružení na ochranu památek v Dolních Chabrech a Pražské arcibiskupství.